# نیومکزیکو
نیومکزیکو یا مکزیک نو (به اسپانیایی: Nuevo México) و (به انگلیسی: New Mexico) از ایالت‌های جنوب غربی آمریکا است. نیومکزیکو پنجمین ایالت بزرگ آمریکا از نظر مساحت است. پایتخت آن شهر سانتافه و بزرگ‌ترین شهر آن البوکرکی است؛ دومین شهر بزرگ آن لاس کروسس است.
جمعیت این ایالت دو میلیون و صد هزار نفر است و بیشتر مردم آن در امتداد رودخانه ریو گرانده زندگی می‌کنند.
اقتصاد نیومکزیکو به حفاری نفت، استخراج مواد معدنی، کشاورزی در خشکی، دامداری، کشاورزی آکسیا و گیاهان، آسیاب چوب، تجارت خرده فروشی، آزمایشگاه‌های تحقیقات علمی، توسعه فناوری و همچنین هنرها، به ویژه منسوجات و هنرهای تجسمی وابسته است. از سال ۲۰۱۸، کل تولید ناخالص داخلی (تولید ناخالص داخلی) ۱۰۱ میلیارد دلار با تولید ناخالص داخلی سرانه ۴۵۴۶۵ دلار بود. سیاست مالیات ایالت منجر به مالیات پایین و متوسط درآمد شخصی ساکن در مقایسه با اکثر ایالت‌های ایالات متحده با توجه ویژه به پرسنل ارتش می‌شود و به صنایع مطلوب اعتبارات و معافیت‌های مالیاتی می‌دهد. به همین دلیل، صنعت فیلم‌سازی آن رشد کرده و ۱٫۲۳ میلیارد دلار به اقتصاد کل آن کمک کرده است. نیومکزیکو به دلیل مساحت زیاد و آب و هوای اقتصادی، حضور نظامی گسترده‌ای در ایالات متحده دارد که مشخصاً با محدوده موشکی White Sands است. آژانس‌های مختلف امنیت ملی ایالات متحده اسلحه تحقیق و آزمایش خود را در نیومکزیکو مانند آزمایشگاه‌های ملی Sandia و Los Alamos مستقر می‌کنند. در طول دهه ۱۹۴۰، پروژه Y پروژه منهتن اولین بمب اتمی و آزمایش هسته ای این کشور، ترینیتی را تولید و ساخت.
هزاران سال قبل از استعمار آمریکا توسط اروپایی‌ها، بومیان آمریکایی در آن ساکن بودند. در سال ۱۵۹۸ به عنوان بخشی از نایب السلطنه امپراتوری اسپانیا در اسپانیا جدید توسط اسپانیایی‌ها مستعمره شد. در سال ۱۵۶۳، بیش از ۲۵۰ سال قبل از تأسیس و نامگذاری کشور فعلی مکزیک، توسط مهاجران اسپانیایی به نام دره آزتک مکزیک به نام Nuevo México نامگذاری شد؛ بنابراین، ایالت نیومکزیکو امروزی به نام کشوری که امروز به آن مکزیک معروف است، نامگذاری نشده است. پس از استقلال مکزیک در سال ۱۸۲۱، نیومکزیکو با خودمختاری قابل توجه به قلمرو مکزیک تبدیل شد. این خودمختاری، با تمایلات متمرکز دولت مکزیک از دهه ۱۸۳۰ به بعد، با افزایش تنش‌ها در نهایت به شورش ۱۸۳۷ تهدید شد. در همان زمان، منطقه از نظر اقتصادی بیشتر به ایالات متحده وابسته شد. در پایان جنگ مکزیک و آمریکا در سال ۱۸۴۸، ایالات متحده نیومکزیکو را به عنوان سرزمین نیومکزیکو ایالات متحده ضمیمه کرد. در ۶ ژانویه ۱۹۱۲ به عنوان چهل و هفتمین ایالت در اتحادیه پذیرفته شد.
این ایالات بیشترین درصد آمریکایی‌های اسپانیایی‌تبار و لاتین و دومین درصد بالاترین بومیان آمریکایی به نسبت جمعیت (بعد از آلاسکا) را دارا است. در نیومکزیکو بخشی از ملت ناواهو، ۱۹ اجتماع پوئبلو به رسمیت شناخته شده مردم پوئبلو و سه قبیله مختلف آپاچی به رسمیت شناخته شده است. در دوران ماقبل تاریخ، این منطقه محل زندگی پستانداران پوبلوان، موگولون، و امروزه کومانچه و اوتس موجود در این ایالت بود. بزرگ‌ترین گروه‌های اسپانیایی‌تبار و لاتین شامل هیسپانوس‌های نیومکزیکو، چیکانوس و مکزیکی‌ها هستند. پرچم مکزیک جدید، منشأ اسپانیایی این ایالت با همان قرمز مایل به قرمز و طلای صلیب صلیب بورگوندی اسپانیا، همراه با نماد خورشید باستانی Zia، یک قبیله پوبلویی است. این ریشه‌های مرزی بومی، اسپانیایی، مکزیکی، لاتین و آمریکایی در آشپزی معروف مکزیک جدید و ژانر موسیقی نیومکزیکو منعکس شده است.

## مردم و زبان
اکثر مردم ایالت نیومکزیکو را هیسپانیک‌ها (اسپانیایی‌تباران آمریکا) تشکیل می‌دهند و ۴۸٫۸ درصد از جمعیت نیومکزیکو را شامل می‌شوند که زبان بیشترشان اسپانیایی با لهجهٔ نیومکزیکویی است. مردم سفیدپوست غیراسپانیایی‌تبار ۴۰٫۵ درصد از جمعیت ایالت را تشکیل می‌دهند و ۹٫۴ درصد نیز سرخ‌پوست هستند. نیومکزیکو ایالتی دو زبانه محسوب می‌شود و زبان‌های اسپانیایی و انگلیسی در این ایالت رایج است. زبان سرخپوستی ناواهو نیز توسط بومیان آمریکا به کار برده می‌شود.
فرماندار این ایالت بیل ریچاردسون خود یک اسپانیایی‌زبان و وزیر پیشین نیرو در کابینه بیل کلینتون بود. یادبود ملی خرابه‌های آزتک در این ایالت قرار دارد.

## پیشینه
سده‌های طولانی، سرخ‌پوستان ساکنان این منطقه را تشکیل می‌دادند. اسپانیایی‌ها در سال ۱۵۴۰ این سرزمین را اکتشاف کرده و آن را به نام شهر مکزیک که مقر اصلی‌شان در اسپانیای نو (قلمرو اسپانیا در قاره آمریکا) بود «مکزیک نو» (نیومکزیکو) نامیدند. در آغاز، مبلغان مسیحی فرقه فرانسیسکن و سپس در سال ۱۵۹۸ مهاجران اسپانیایی بیشتری به این منطقه آمدند. سرخ‌پوستان پوئبلو موفق شدند در سال ۱۶۸۰ اسپانیایی‌ها را شکست داده و بیرون برانند، اما اسپانیایی‌ها پس از مدت کمی دوباره بر منطقه چیره شدند.
نیومکزیکو در سال ۱۸۲۱ جزئی از کشور تازه استقلال‌یافته مکزیک شد. بازرگانان انگلیسی‌تبار به مرور از مسیر سانتافه به این منطقه رسیدند و در پی جنگ مکزیک، این منطقه در سال ۱۸۴۸ ضمیمه ایالات متحده شد. سرکوب نظامی قبایل ناواهو و آپاچی و در همان حال، رسیدن خط آهن به نیومکزیکو باعث شد که دامداران و معدنکاران منطقه در دهه ۱۸۸۰ دوره رونق و رفاه را تجربه کنند.
نیومکزیکو در سال ۱۹۱۲ رسماً تبدیل به ایالت شد و با استقرار مرکز ساخت اولین بمب هسته‌ای در لس‌آلاموس طی جنگ جهانی دوم، اقتصاد نیومکزیکو رونق بسیاری یافت. استقرار آزمایشگاه هسته‌ای لس‌آلاموس که امروزه نیز از کارفرمایان بزرگ این ایالت است، آغازی بود برای احداث شمار زیادی پژوهشگاه و آزمایشگاه مهم علمی در امتداد رود ریوگرانده که معروف به «راهگذر پژوهشی ریوگرانده» شده است.
در تاریخ ۲۱ مارس ۲۰۰۹ میلادی، بیل ریچاردسون فرماندار ایالت نیومکزیکو، قانون لغو مجازات اعدام را در این ایالت امضا کرد. به این ترتیب از آغاز ماه ژوئیه ۲۰۰۹، در این ایالت تنها «حبس ابد بدون امکان عفو» به عنوان اشد مجازات اجرا می‌شود.

## اقتصاد

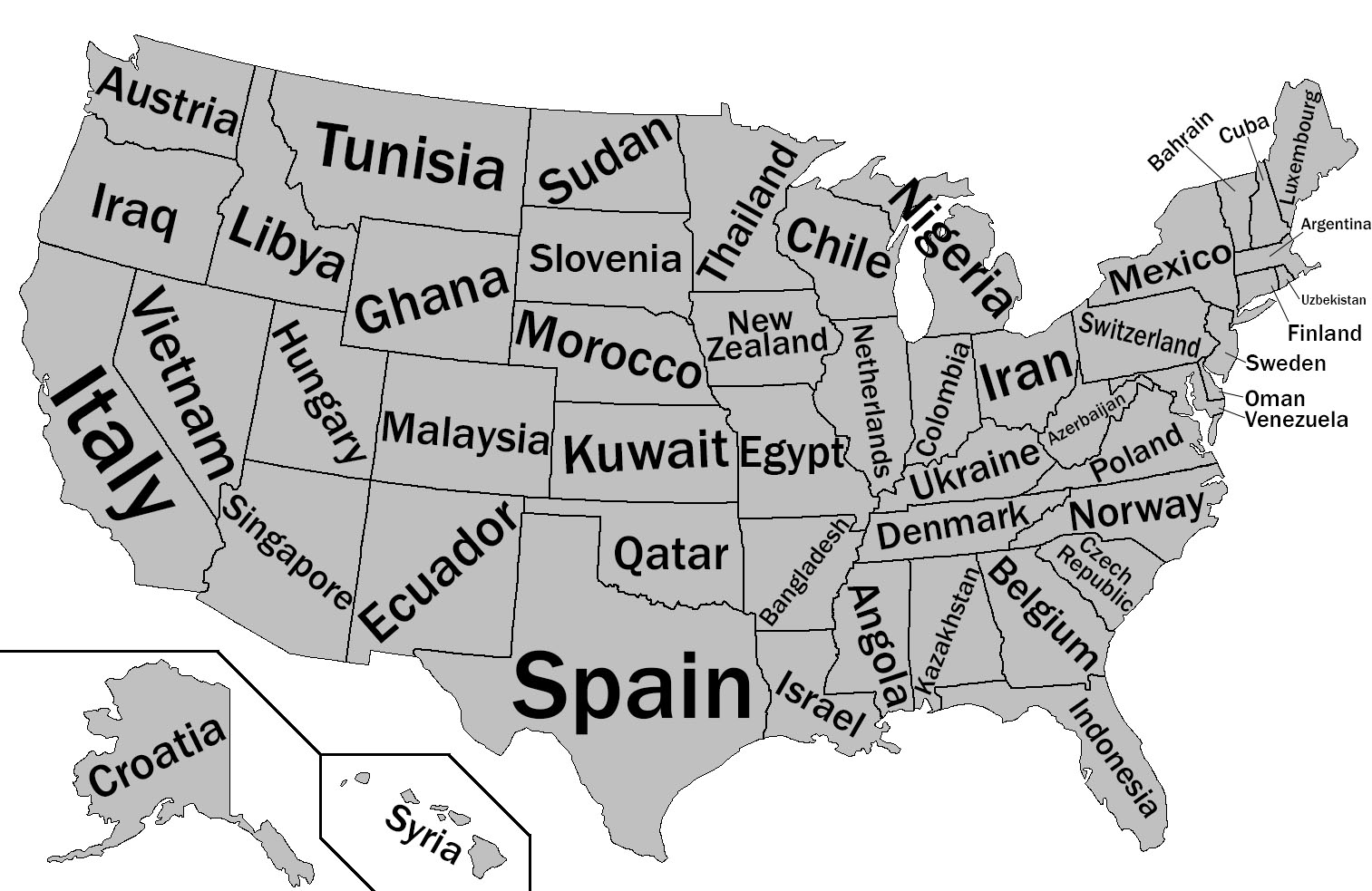
مقایسهٔ تولید ناخالص داخلی ایالت‌های آمریکا با کشورهای دیگر در سال ۲۰۱۲. ایالت نیومکزیکو در این سال تولید ناخالصی اش قابل مقایسه با کشور اکوادور بوده است.

در سال ۲۰۱۲، این ایالت تولید ناخالص داخلی برابر با ۸۵٬۴۹۷ میلیارد دلار داشت، که بیشتر از تولید ناخالص داخلی کشور اکوادور (۸۴٬۵۳۲ میلیارد دلار) بود.
اقتصاد نیومکزیکو به چاه‌های نفت، معدنکاری، دیم‌کاری، دامداری و صنعت الوار چوب و عمده‌فروشی وابسته است. این ایالت یک گریزگاه مالیاتی به‌شمار می‌آید و مالیات بر درآمد بخشی از پرسنل نظامی و دیگر شهروندان به این ایالت سرازیر می‌شود. نیومکزیکو همچنین به برخی صنایع اعتبار مالی و معافیت‌های مالیاتی می‌دهد. به این خاطر رشد زیادی داشته و ۱٫۲۳ میلیارد دلار در اقتصاد این ایالت سهم داشته است.

## پارک‌های ملی

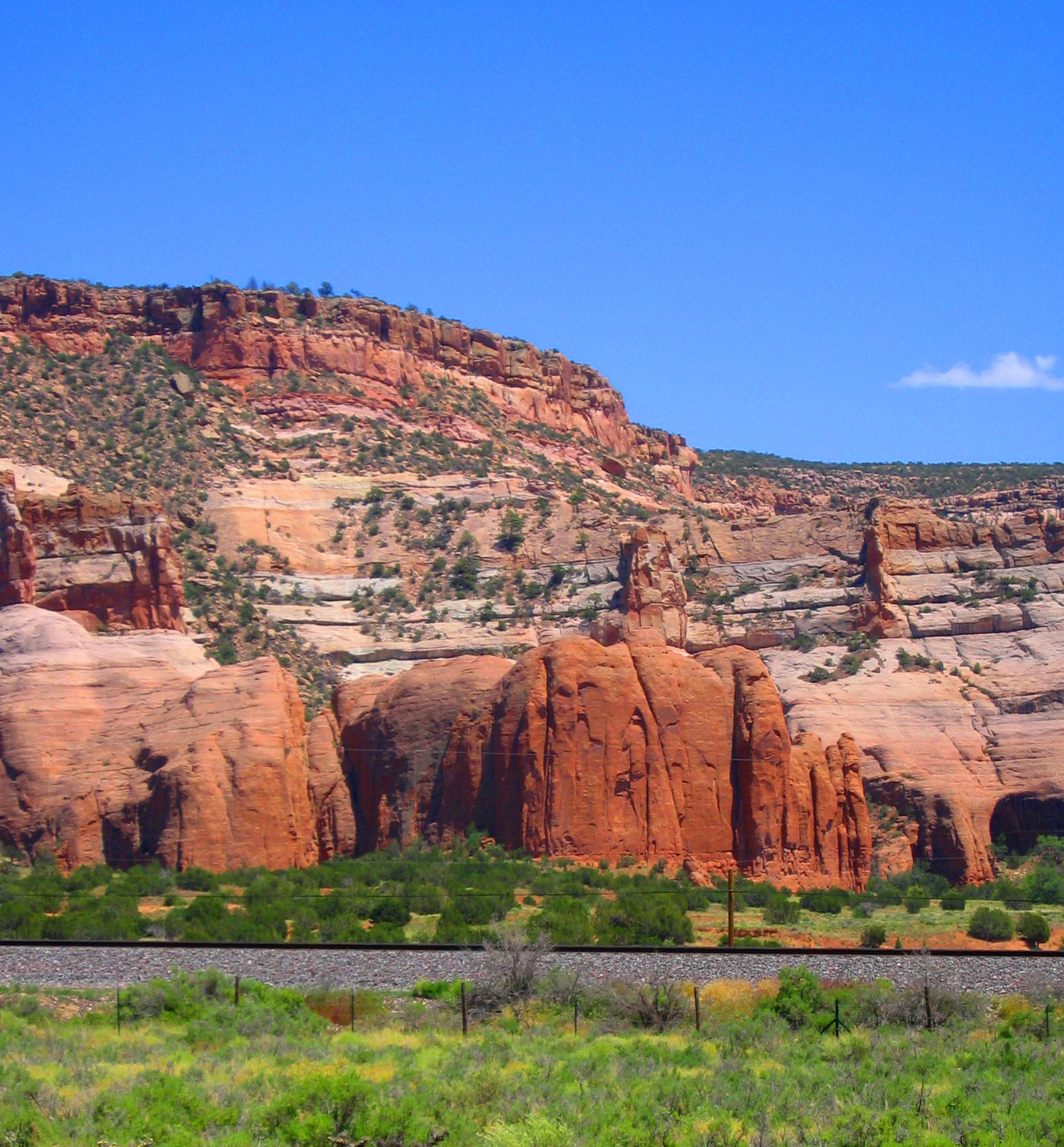
ایالت نیومکزیکو سرزمینی با آب و هوایی خشک است.

نیومکزیکو دارای جنگلهای ملی وسیعی است. از نظر منابع طبیعی و جذبه‌های گردشگری نیز این ایالت دارایی‌های قابل توجهی همانند جنگل ملی سانتا فه، غار لچوگوئیا، جنگل ملی هیلا، و پارک ملی حفره‌های کارلزبد را داراست.

## مراکز علمی و فرهنگی

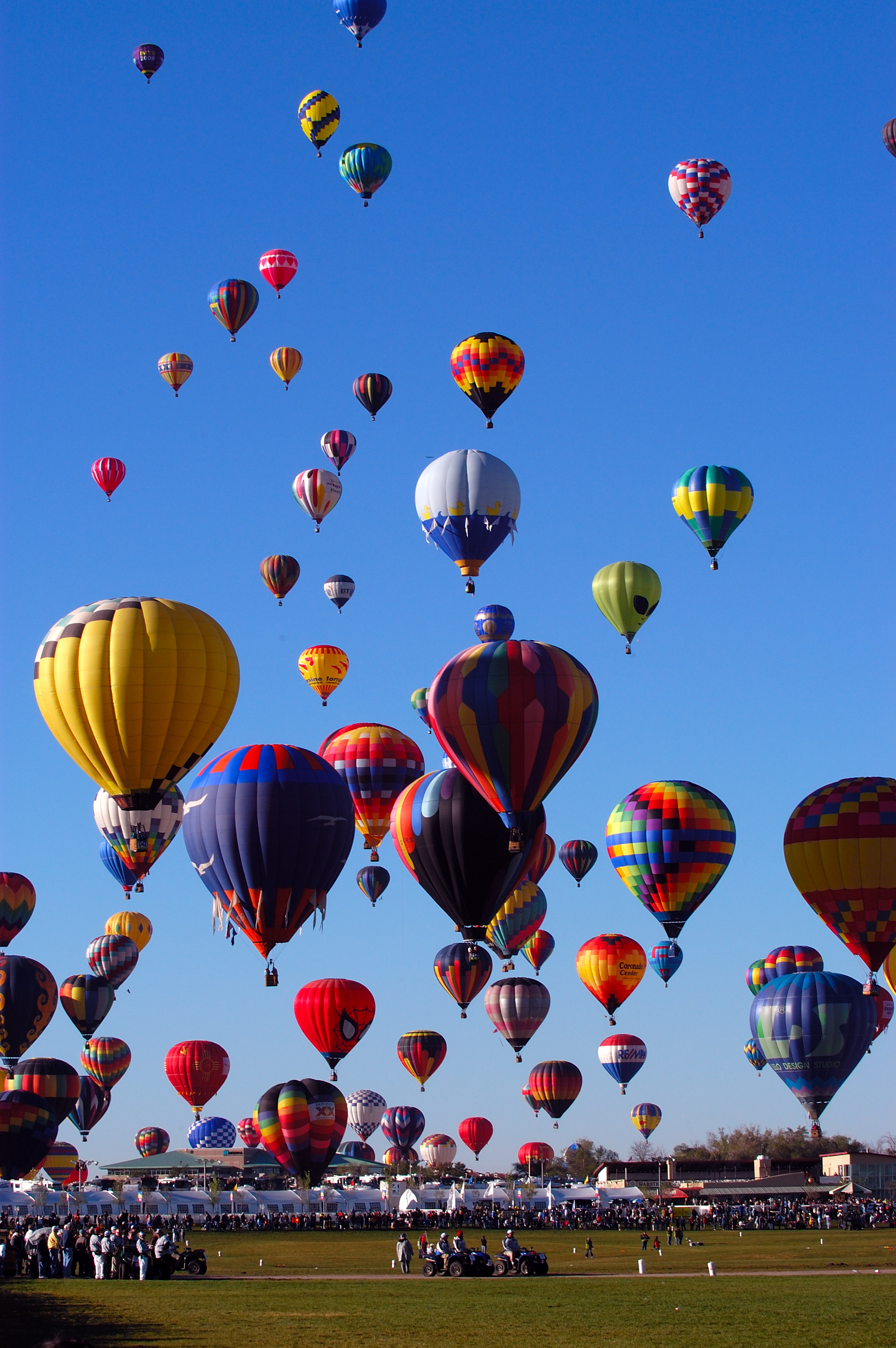
ایالت نیومکزیکو هر ساله محل برگزاری بزرگ‌ترین جشنواره بالن در آمریکاست.

نیومکزیکو پژوهشگاه‌های فراوانی دارد. به غیر از مراکز آزمایش تسلیحاتی، آزمایشگاه ملی لوس آلاموس و آزمایشگاه ملی سندیا در این ایالت نیز قرار دارند. اینجا بود که پروژه مانهتان و اولین انفجار بمب اتم صورت گرفت.
از امکانات بی‌نظیر علمی دیگر این ایالت می‌توان رصدخانه ملی رادیویی آمریکا و رصدخانه آپاچی پوینت (نقشه‌برداری آسمانی دیجیتال اسلون) را نام برد که در این ایالت قرار دارند.
دو مرکز مهم دانشگاهی این ایالت دانشگاه نیومکزیکو و دانشگاه ایالتی نیومکزیکو هستند.

## مشاهیر
از مشاهیر این سرزمین می‌توان ویلیام هانا، بیل ریچاردسون، جان دنور (گیتاریست)، والتر وایت (شخصیت سریال تلویزیونی بریکینگ بد)و جرج آر. آر. مارتین (نویسنده مجموعه ترانه یخ و آتش که سریال بازی تاج و تخت بر پایه این مجموعه است)، نیل پاتریک هریس و دمی مور را نام برد.

## شهرها
لاس کروسس
ریو رنچوو
رازول
فارمینگتون
ولی جنوبی
گلوپ

## نگارخانه

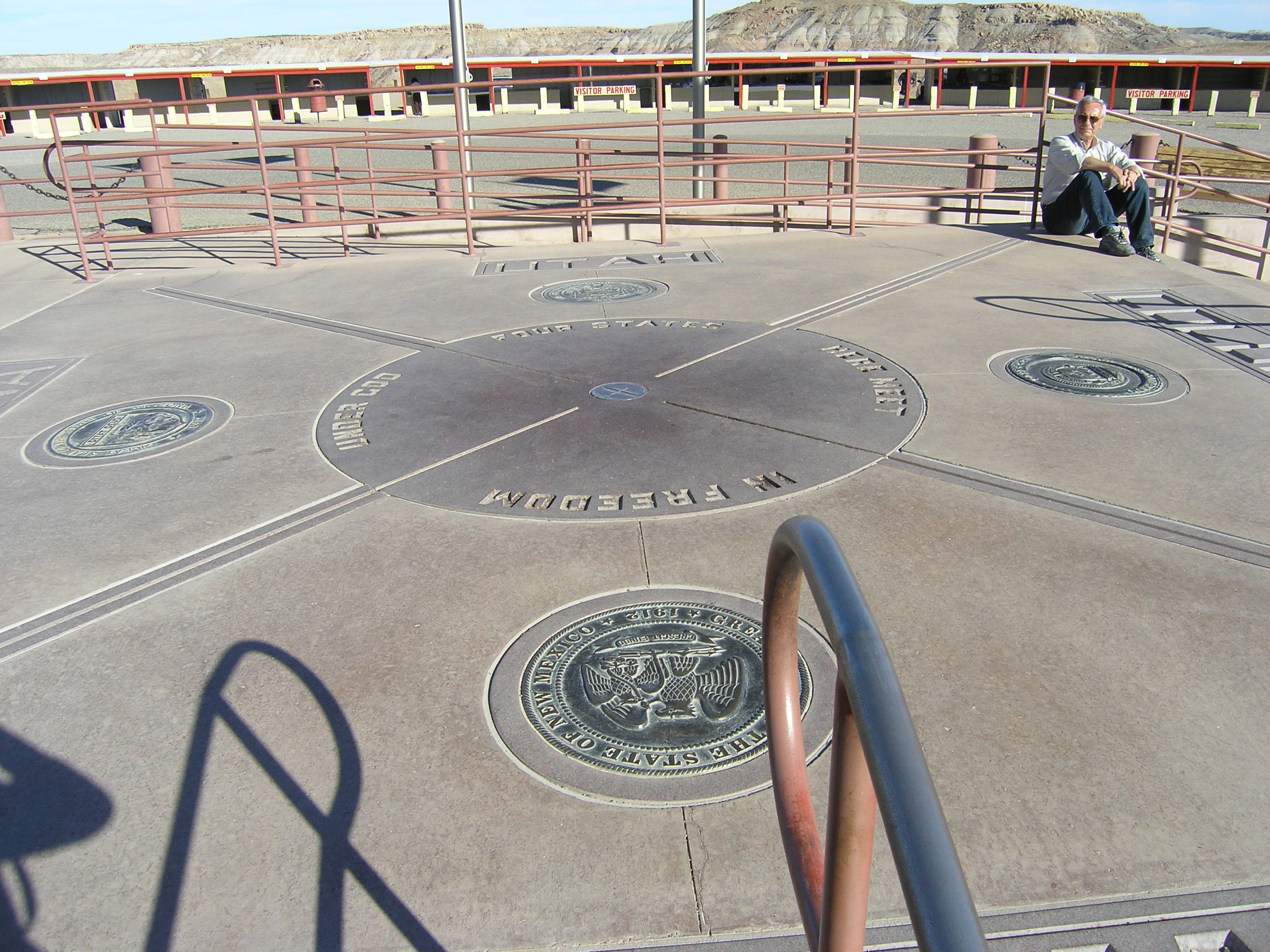
یکی از مکانهای مورد توجه این سرزمین نقطه ایست که مرز مشترک نیو مکزیکو با آریزونا، یوتا، و کلرادو است.
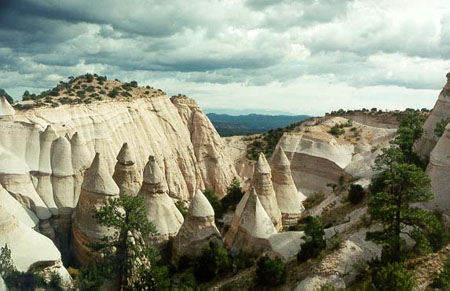
کوه‌های تنت راک و صخره‌های کله قندی آن از مکانهای دیگر گردشگری این ایالت است.
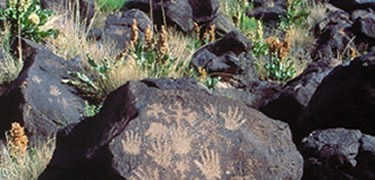
از آثار سرخ‌پوستان کهن این سرزمین پارک ملی یادبود پتروگلیف است.
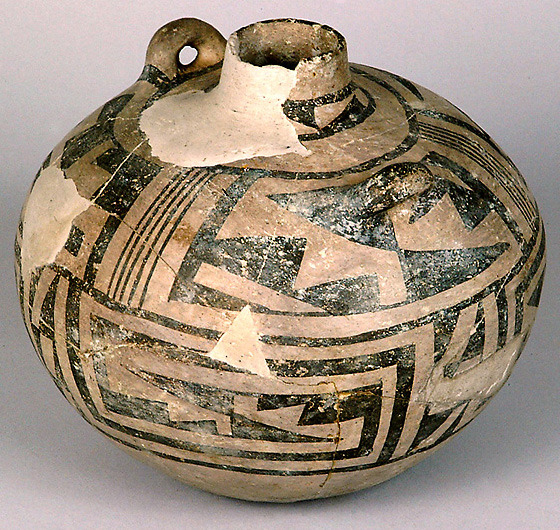
کاسه سفالی ۹۰۰ ساله متعلق به سرخ‌پوستان چاکو آناسازی واقع در پارک ملی تاریخی فرهنگ چاکو